# ObjectStore
ObjectStore е обектна база данни, която е специализиран вид база данни, предназначен да обработва данните създадени от приложения, които използват техники за обектно ориентирано програмиране. Той е вдъхновен от Statice база данни разработена първоначално в Symbolics. ObjectStore е новаторски в използването на език за програмиране C++, да направи достъпа до бази данни прозрачен. Обектите могат да бъдат създадени в базата данни, чрез overload на оператора new(). По този начин, може да се съхранява C++ обекти директно в базата данни и тези постоянни обекти изглеждат и се държат точно като нормални C++ обекти. Дизайнът на ObjectStore е описан в статия от 1991 в съобщенията на ACM.
ObjectStore е създадена през 1988 г. от Design Object, Incorporated, която е базирана в Бърлингтън (Масачузетс) и основана от няколко бивши служители на Symbolics. През 2002 г. продуктът е придобит от Progress Software, която продължава да развива технологията.